# Orlando Duque
Andrés Orlando Duque Escobedo (Cali, 10 settembre 1974) è un tuffatore colombiano da grandi altezze.
Atleta in grado di tuffarsi dai 34 metri, il suo nome è stato introdotto per due volte nel Guinness dei primati.

## Carriera
Duque ha iniziato a praticare i tuffi all'età di 10 anni. Dopo avere ottenuto una serie di successi nazionali, si è guadagnato la qualificazione alle Olimpiadi di Barcellona 1992 non riuscendovi però a prendervi parte a causa di problemi finanziari della federazione colombiana. Con suo grande disappunto decise quindi di terminare la carriera sportiva per dedicarsi agli studi universitari.
A metà degli anni novanta Orlando Duque ha ripreso l'attività sportiva dedicandosi ai tuffi da grandi altezze, saltando da scogliere che potevano raggiungere i 28 metri. Nel 1999 ha partecipato al suo primo campionato mondiale di specialità, competizione nella quale si è in seguito laureato nove volte campione. Con l'introduzione dei tuffi da grandi altezze all'interno dei Campionati mondiali di nuoto gestiti dalla FINA, in occasione di Barcellona 2013, l'atleta colombiano ha colto l'opportunità di aggiudicarsi la prima medaglia d'oro iridata in questa disciplina.
Si è ritirato dalle competizioni agonistiche nell'ottobre 2019.

## Palmarès
- Mondiali di nuoto

Barcellona 2013: medaglia d'oro.

## Riconoscimenti
- Atleta dell'anno FINA: 2013, 2014